# Ba người phụ nữ một nguyên nhân
《Ba Người Phụ Nữ Một Nguyên Nhân》(Tên khác: Tìm Lại Chính Mình - SCTV9 đặt). Tên tiếng Anh là Threesome, là một bộ phim truyền hình hiện đại, tâm lý, tình cảm, hài hước do đài truyền hình TVB Hongkong sản xuất. Bao gồm sự tham gia của các diễn viên chính Huỳnh Trí Văn, Viên Vỹ Hào, Trần Trí Sâm cùng với các diễn viên phụ Quách Tử Hào, Tôn Tuệ Tuyết, Lý Quốc Lân, Huỳnh Thục Nghi, Lâm Tú Di, Lâm Cảnh Trình. Được điều hành sản xuất bởi giám chế Phan Gia Đức.
Bộ phim này là một trong 17 bộ phim được giới thiệu trong TVB Sales Presentation 2017 và được trình chiếu trong chương trình "Tháng Hai Tình Nồng" của TVB năm 2018.
Nữ chính của phim là Huỳnh Trí Văn đã đoạt được giải "Nữ diễn viên chính của TVB được yêu thích nhất Khu Vực Malaysia và Singapore" tại Khánh Đài TVB lần thứ 51 (TVB Anniversary 51th)
Bộ phim được SCTV9 mua bản quyền phát sóng tại Việt Nam và đặt lại với tựa đề là Tìm Lại Chính Mình.

## Nội dung
Sinh ra trong một gia đình luật sư danh giá, có địa vị trong giới tư pháp, Phương Dĩ Nhân (Huỳnh Trí Văn đóng) sau khi bái công tố viên Âu Dương Nhất Ba (Lý Quốc Lân đóng) làm sư phụ, cô đã tốt nghiệp ngành luật với thành tích xuất sắc. Nhưng sau khi học xong và trở thành đại luật sư, cô quay ngược mũi giáo chống lại Nhất Ba, thường xuyên cùng sư phụ của cô đối đầu căng thẳng trên toà án.
Dĩ Nhân luôn che giấu việc bản thân cô bị mắc bệnh đa nhân cách. Nhân cách thứ cấp của cô là một người rất hoang dã và rất thích tự do vui chơi - Pina Colada (Huỳnh Trí Văn đóng), cũng là một người rất dũng cảm và kiên cường. Một nhân cách khác là Sầu Phách Phách (Huỳnh Trí Văn đóng) luôn nhút nhát, bi quan và vẻ mặt luôn buồn rầu, sợ hãi.
Xuất thân từ tầng lớp bình dân, Lợi Đông Giai (Viên Vỹ Hào đóng) luôn xem việc trở thành đại luật sư là mục tiêu của cuộc đời mình. Nhưng do tư chất có hạn, anh tốt nghiệp ngành luật khi đã qua 30 tuổi, không có luật sư sự vụ nào chịu thu nhận anh ấy làm thực tập sinh.
Đông Giai biết rằng người bạn thân thời thơ ấu đã mất liên lạc trong thời gian dài của anh, Phương Dĩ Nhân, đã trở thành một đại luật sư nổi tiếng. Anh cố tình nhờ cô thu nhận anh làm đồ đệ, nhưng căn bệnh đa nhân cách của Dĩ Nhân khiến cho cô mất đi ký ức lúc nhỏ, hoàn toàn không nhớ bản thân đã từng quen biết Đông Giai, còn cho rằng Đông Giai tư chất thấp kém, không thu nhận anh ấy.
Đông Giai tình cờ biết được bí mật về căn bệnh đa nhân cách của Dĩ Nhân, lợi dụng chuyện này uy hiếp Dĩ Nhân nhận anh làm thực tập sinh. Dĩ Nhân cũng nhận thấy căn bệnh đa nhân cách của bản thân đang trở nên tồi tệ hơn, hy vọng có người có thể giúp cô giải quyết các vấn đề phát sinh từ căn bệnh này.
Để đảm bảo bản thân có thể thuận lợi kết hôn thành công với bạn trai cô - CEO Kỷ Kiêu Dũng (Trần Trí Sâm đóng), nên cô đã cùng Đông Giai đạt thành thoả thuận. Dĩ Nhân thu nhận Đông Giai làm thực tập sinh, Đông Giai cần phải ngăn chặn bí mật về bệnh đa nhân cách của Dĩ Nhân bị tiết lộ ra ngoài. Bao gồm hậu quả của những rắc rối do nhân cách thứ cấp của cô gây ra khi họ xuất hiện. Sau đó hai người bắt đầu cùng nhau trải qua những trải nghiệm mới.
Bởi vì nhân cách luôn đột nhiên hoán đổi, thường xuyên khiến cho sinh hoạt hiện tại của Dĩ Nhân trở nên xấu hơn, tạo ra không ít tiếng cười. Đông Giai vẫn thường giúp đỡ Dĩ Nhân, cùng với nhân cách thứ cấp của Dĩ Nhân là Pina Colada và Sầu Phách Phách trở thành bạn tốt.
Dĩ Nhân sợ rằng căn bệnh đa nhân cách của cô sẽ đe doạ đến Kiêu Dũng vốn mắc chứng sợ hãi, dù đau lòng nhưng cô cũng đành chia tay với Kiêu Dũng. Không biết được tình cảm của cô, Kiêu Dũng đã hiểu lầm, cho rằng cô đã thay lòng đổi dạ, không thông cảm cho cô, khiến cho căn bệnh của Dĩ Nhân trở nặng.
Được Đông Giai cổ vũ và khích lệ, Dĩ Nhân quyết định đi chữa bệnh. Cuối cùng cô cũng biết căn bệnh đa nhân cách của bản thân bắt nguồn từ ký ức tuổi thơ bị lãng quên của cô. Người duy nhất biết được ký ức bị lãng quên của Dĩ Nhân chỉ có mẹ cô, Hoa Ỷ Tư (Huỳnh Thục Nghi đóng), tiếc thay, Hoa Ỷ Tư luôn không muốn nói về quá khứ...

## Phân vai

### Nhà họ Phương
| Diễn viên                              | Vai diễn                          | Biệt danh/ Mối quan hệ |
| -------------------------------------- | --------------------------------- | ---------------------- |
| Lương Thuần Yến                        | Phạm Lan Tây                      |                        |
| Hứa Gia Kiệt                           | Phương Chính                      |                        |
| Huỳnh Thúy Ty (thanh niên)             | Hoa Ỷ Tư                          |                        |
| Huỳnh Thục Nghi                        | Hoa Ỷ Tư                          |                        |
| Huỳnh Trí Văn (Thiếu niên: Tiễn Duyệt) | Phương Dĩ Nhân (nhân cách chính)  |                        |
| Huỳnh Trí Văn (Thiếu niên: Tiễn Duyệt) | Pina Colada (nhân cách thứ cấp)   |                        |
| Huỳnh Trí Văn (Thiếu niên: Tiễn Duyệt) | Sầu Phách Phách (nhân cách thứ 3) |                        |

### Nhà họ Lợi
- Tinh thần nhà họ Lợi: "You'll Never Walk Alone[1]" (câu này xuất phát từ tiêu đề bài hát của bóng đá Liverpool)

| Diễn viên               | Vai diễn        | Biệt danh/ Mối quan hệ |
| ----------------------- | --------------- | --- |
| Chung Chí Quang         | Lợi Thịnh Cường | Lợi ký, chú Lợi (Phương Dĩ Nhân thường dùng) Siêu mê bóng đá Liverpool Cả nhà ở hạ thôn Huỳnh Đại Tiên Tài xế xe 7 chỗ Chồng của Mã Ninh Nhi Cha của Lợi Đông Giai, Lợi Đông Ưu, Lợi Đông Kiện, Lợi Đông Linh Bạn tốt và người yêu cũ của Hoa Ỷ Tư Hàng xóm cũ và bạn tốt của Địch Duẫn Văn Tên mạng là "Lợi Vật Điểu" |
| Tô Ân Từ                | Mã Ninh Nhi     | bà Lợi, Hoàng Hậu (Lợi Thịnh Cường thường dùng) Vợ của Lợi Thịnh Cường Mẹ của Lợi Đông Giai, Lợi Đông Ưu, Lợi Đông Kiện, Lợi Đông Linh |
| Trang Văn Tuấn (Thơ ấu) | Lợi Đông Giai   | Kai, nhóc Giai, nhóc Kai/ Kai Kai (Pina thường dùng), nhóc Kai (Bạch Bảo Vận thường dùng, ý chỉ ngu ngốc), Đại lão Giai (Lợi Đông Ưu, Lợi Đông Kiện, Lợi Đông Linh thường gọi), Giai Giai (Phương Dĩ Nhân khi còn nhỏ thường dùng) Đại luật sư thực tập, sau thành Đại Luật Sư Con trai trưởng của Lợi Thịnh Cường, Mã Ninh Nhi Anh của Lợi Đông Ưu, Lợi Đông Kiện, Lợi Đông Linh Đồ đệ và bạn bè lúc nhỏ cũng là đối tượng ngưỡng mộ của Phương Dĩ Nhân Chăm sóc cho ba nhân cách, cuối cùng trở thành bạn trai Đối thủ cạnh tranh của Bạch Bảo Vận, cũng rất căm thù Tình địch của Kỷ Kiêu Dũng |
| Viên Vỹ Hào             | Lợi Đông Giai   | Kai, nhóc Giai, nhóc Kai/ Kai Kai (Pina thường dùng), nhóc Kai (Bạch Bảo Vận thường dùng, ý chỉ ngu ngốc), Đại lão Giai (Lợi Đông Ưu, Lợi Đông Kiện, Lợi Đông Linh thường gọi), Giai Giai (Phương Dĩ Nhân khi còn nhỏ thường dùng) Đại luật sư thực tập, sau thành Đại Luật Sư Con trai trưởng của Lợi Thịnh Cường, Mã Ninh Nhi Anh của Lợi Đông Ưu, Lợi Đông Kiện, Lợi Đông Linh Đồ đệ và bạn bè lúc nhỏ cũng là đối tượng ngưỡng mộ của Phương Dĩ Nhân Chăm sóc cho ba nhân cách, cuối cùng trở thành bạn trai Đối thủ cạnh tranh của Bạch Bảo Vận, cũng rất căm thù Tình địch của Kỷ Kiêu Dũng |
| Châu Lệ Hân             | Lợi Đông Ưu     | Con gái trưởng của Lợi Thịnh Cường, Mã Ninh Nhi Em gái của Lợi Đông Giai Chị của Lợi Đông Kiện, Lợi Đông Linh Ly hôn chồng |
| Trần Gia Lương          | Lợi Đông Kiện   | nhóc Kiện Con trai thứ của Lợi Thịnh Cường, Mã Ninh Nhi Em trai của Lợi Đông Giai, Lợi Đông Ưu Anh của Lợi Đông Linh Fan ẩn của diễn viên Kiko (mối tình đầu) Dạy Phương Dĩ Nhân chơi trò chơi trên di động, lệng đối phương có thể tiếp cận Âu Dương Lịch Kỳ |
| Lâm Tú Di               | Lợi Đông Linh   | Linh Linh, A Linh, Hoàng Muội, Tế Mui, Tán Công Vương, hình người heo/ A Biên Cái Biên Cái (ý nghĩa: cái ai kia, Bạch Bảo Vận thường gọi) Nhân viên chuyển phát nhanh, sau thành luật sư tầng OA Con gái thứ của Lợi Thịnh Cường, Mã Ninh Nhi Oan gia của Bạch Bảo Vận, sau thành bạn gái Ở tiểu học lớp 1 đã được chứng minh là có năng khiếu |

### Nhà họ Âu Dương
| Diễn viên      | Vai diễn         | Biệt danh/ Mối quan hệ |
| -------------- | ---------------- | ---------------------- |
| Lý Quốc Lân    | Âu Dương Nhất Ba |                        |
| Ôn Dụ Hồng     | Liễu Khải Luân   |                        |
| Lý Bích Kỳ     | Liễu Khải Luân   |                        |
| Trần Hoằng Đạt | Âu Dương Lịch Kỳ |                        |

### Văn phòng luật sư Phương Chính
| Diễn viên      | Vai diễn       | Biệt danh/ Mối quan hệ |
| -------------- | -------------- | ---------------------- |
| Hứa Gia Kiệt   | Phương Chính   |                        |
| Huỳnh Trí Văn  | Phương Dĩ Nhân |                        |
| Lâm Cảnh Trình | Bạch Bảo Vận   |                        |
| Viên Vỹ Hào    | Lợi Đông Giai  |                        |
| Châu Tử Doanh  | Trần Tại Tảo   |                        |
| Lâm Tú Di      | Lợi Đông Linh  |                        |
| Dung Thiên Hựu | Alex           |                        |

## Giải thưởng

### Giải thưởng thường niên TVB 2018
| Giải thưởng                                          | Đơn vị                              | Kết quả       |
| ---------------------------------------------------- | ----------------------------------- | ------------- |
| Bộ phim hay nhất                                     | Ba người phụ nữ một nguyên nhân     | Đề cử         |
| Nữ diễn viên chính xuất sắc nhất                     | Huỳnh Trí Văn                       | Đề cử (top 5) |
| Nhân vật nữ được yêu thích nhất                      | Phương Dĩ Nhân (Huỳnh Trí Văn đóng) | Đề cử (top 5) |
| Nhạc phim được yêu thích nhất                        | Vô Song (do Dương Thiên Hoa hát)    | Đề cử (top 5) |
| Phim TVB được yêu thích nhất (Singapore và Malaysia) | Ba người phụ nữ một nguyên nhân     | Đoạt giải     |
| Nữ chính TVB được yêu thích nhất (Singapore)         | Huỳnh Trí Văn                       | Đoạt giải     |
| Nữ chính TVB được yêu thích nhất (Malaysia)          | Huỳnh Trí Văn                       | Đoạt giải     |

### Giải thưởng nghệ thuật biểu diễn Minh Báo Tuần San 2018
| Giải thưởng                                     | Đơn vị                              | Kết quả       |
| ----------------------------------------------- | ----------------------------------- | ------------- |
| Chương trình truyền hình nổi bật nhất           | Ba người phụ nữ một nguyên nhân     | Đề cử (top 5) |
| Nam nghệ sĩ nổi bật nhất                        | Viên Vỹ Hào                         | Đề cử (top 5) |
| Nữ nghệ sĩ nổi bật nhất                         | Huỳnh Trí Văn                       | Đề cử(top 5)  |
| Nam nhân vật nổi bật nhất                       | Lợi Đông Giai (Viên Vỹ Hào đóng)    | Đề cử (top 5) |
| Nữ nhân vật nổi bật nhất                        | Phương Dĩ Nhân (Huỳnh Trí Văn đóng) | Đoạt giải     |
| Nam người mới nổi bật nhất                      | Quách Tử Hào                        | Đề cử         |
| Nữ người mới nổi bật nhất                       | Lâm Tú Di                           | Đề cử (top 5) |
| Nữ người mới nổi bật nhất                       | Tôn Tuệ Tuyết                       | Đề cử         |
| Giải thưởng lớn động lực diễn nghệ duy trì nhất | Huỳnh Trí Văn                       | Đoạt giải     |

### Giải thưởng truyền hình lớn Quan Chúng Tại Dân 2018
| Giải thưởng                           | Đơn vị | Kết quả       |
| ------------------------------------- | --- | ------------- |
| Bầu chọn phim hay nhất                | Ba người phụ nữ một nguyên nhân | Đề cử (top 5) |
| Bầu chọn kịch bản hay nhất            | Ba người phụ nữ một nguyên nhân | Đoạt giải     |
| Bầu chọn nam diễn viên xuất sắc nhất  | Lợi Đông Giai (Viên Vỹ Hào đóng) | Đề cử (top 5) |
| Bầu chọn nữ diễn viên xuất sắc nhất   | Phương Dĩ Nhân (Huỳnh Trí Văn đóng) | Đoạt giải     |
| Bầu chọn nam nghệ sĩ tiến bộ vượt bậc | Đường Mễ Ni (Quách Tử Hào đóng) | Đề cử (top 5) |
| Bầu chọn nữ nghệ sĩ tiến bộ vượt bậc  | Lợi Đông Linh (Lâm Tú Di đóng) | Đoạt giải     |
| Bầu chọn cặp đôi màn ảnh hay nhất     | Lợi Đông Giai, Phương Dĩ Nhân (Viên Vỹ Hào, Huỳnh Trí Văn đóng) | Đề cử (top 6) |
| Bầu chọn phân đoạn phim hay nhất      | Phương Dĩ Nhân bước vào thế giới bên trong của ba phòng ngủ và một phòng khách, cố gắng nói chuyện với những nhân cách khác, tìm hiểu nguyên nhân chia rẽ nhân cách | Đề cử (top 5) |
| Bầu chọn phân đoạn phim hay nhất      | Phương Dĩ Nhân thay đổi tính cách khi cô đứng trước gương, giao tiếp giữa các nhân cách                                                                             | Đề cử (top 5) |
| Bầu chọn phân đoạn phim hay nhất      | Phương Dĩ Nhân nhìn thấy Pina trong gương, Pina không đồng ý việc ly hôn với Dom, Evie nói sự thật về việc kết hôn với Dom                                          | Đề cử (top 5) |
| Bầu chọn nhạc phim hay nhất           | Vô Song (Dương Thiên Hoa hát) | Đoạt giải     |

### Lễ trao giải Nhân Khí Đại Thưởng YAHOO! 2018
| Giải thưởng               | Đơn vị                          | Kết quả       |
| ------------------------- | ------------------------------- | ------------- |
| Phim truyền hình phổ biến | Ba người phụ nữ một nguyên nhân | Đề cử         |
| Nam nghệ sĩ truyền hình   | Viên Vỹ Hào                     | Đề cử         |
| Nữ nghệ sĩ truyền hình    | Huỳnh Trí Văn                   | Đề cử (top 5) |

### Weibo Tinh Diệu Thịnh Điển 2018
| Giải thưởng                           | Đơn vị                     | Kết quả       |
| ------------------------------------- | -------------------------- | ------------- |
| Nữ chính phim truyền hình phổ biến    | Huỳnh Trí Văn              | Đề cử         |
| Nhân vật phim truyền phổ biến của năm | Huỳnh Trí Văn              | Đề cử         |
| Cặp đôi màn ảnh phổ biến              | Viên Vỹ Hào, Huỳnh Trí Văn | Đề cử (top 5) |

### Giải thưởng lớn truyền hình Hong Kong 2018
| Giải thưởng                  | Đơn vị                              | Kết quả       |
| ---------------------------- | ----------------------------------- | ------------- |
| Giải phim truyền hình        | Ba người phụ nữ một nguyên nhân     | Đoạt giải     |
| Giải nam chính (truyền hình) | Lợi Đông Giai (Viên Vỹ Hào đóng)    | Đề cử (top 5) |
| Giải nữ chính (truyền hình)  | Phương Dĩ Nhân (Huỳnh Trí Văn đóng) | Đề cử         |
| Giải nữ phụ (truyền hình)    | Lợi Đông Linh (Lâm Tú Di đóng)      | Đề cử (top 5) |
| Giải nhạc phim truyền hình   | Vô Song (Dương Thiên Hoa hát)       | Đề cử (top 5) |